# Janina Jaroszyńska
Janina Anna Wachowiak-Jaroszyńska (ur. 12 czerwca 1930, zm. 26 lub 27 czerwca 2018) – polska aktorka i pedagog, wieloletnia przewodnicząca Sekcji Estradowej Związku Artystów Scen Polskich.

## Życiorys
W 1955 ukończyła Państwową Wyższą Szkołę Teatralną im. Leona Schillera w Łodzi i debiutowała na scenie Teatru Powszechnego w Łodzi w tym samym roku występując jeszcze na deskach Teatru Rozmaitości i Teatru 7.15. W 1956 wystąpiła w komedii Sprawa Kowalskiego na scenie Teatru Satyry (Estrada Satyryczna) i w tym też roku przeniosła się do Warszawy. Następnie w latach 1958–1960 występowała w Teatrze Klasycznym, a także nawiązała współpracę z Polskim Radiem zostając jedną z gwiazd popularnej audycji Podwieczorek przy mikrofonie. W 1960 debiutowała jako aktorka filmowa, rolą nauczycielki w filmie Kolorowe pończochy w reż. Janusza Nasfetera (film zdobył I nagrodę na Międzynarodowym Festiwalu Filmowym dla Dzieci i Młodzieży w Wenecji w 1962). W kolejnych latach zagrała jeszcze w dwóch filmach; Dziś w nocy umrze miasto w reż. Jana Rybkowskiego z 1961 oraz Kłopotliwym gościu w reż. Jerzego Ziarnika z 1971. Od 1984 należała do Stowarzyszenia Autorów ZAiKS. Była wieloletnią przewodniczącą Sekcji Estradowej ZASP. Przez dziesięć lat prowadziła również wykłady z zakresu mówienia prozą w Państwowej Wyższej Szkole Filmowej, Telewizyjnej i Teatralnej im. Leona Schillera w Łodzi.
Była żoną aktora i literata Czesława Jaroszyńskiego, matką Piotra Jaroszyńskiego.